# Chaudefonds-sur-Layon
Chaudefonds-sur-Layon ist eine westfranzösische Gemeinde mit 941 Einwohnern (Stand: 1. Januar 2022) im Département Maine-et-Loire in der Region Pays de la Loire. Die Gemeinde gehört zum Arrondissement Angers und zum Kanton Chalonnes-sur-Loire. Die Einwohner werden Califontains genannt.

## Geographie
Chaudefonds-sur-Layon liegt etwa 22 Kilometer südwestlich von Angers am Layon, einem Nebenfluss der Loire. Der Louet begrenzt die Gemeinde im Nordosten. Das Gebiet zählt zu der Weinbaugegend Anjou. Umgeben wird Chaudefonds-sur-Layon von den Nachbargemeinden Chalonnes-sur-Loire im Norden und Westen, Rochefort-sur-Loire im Nordosten, Saint-Aubin-de-Luigné im Osten und Südosten, Chemillé-en-Anjou im Süden sowie Mauges-sur-Loire im Westen und Südwesten.

## Bevölkerungsentwicklung
| Jahr      | 1962 | 1968 | 1975 | 1982 | 1990 | 1999 | 2006 | 2018 |
| Einwohner | 834  | 791  | 764  | 817  | 827  | 791  | 922  | 945  |

Quelle: INSEE

## Sehenswürdigkeiten

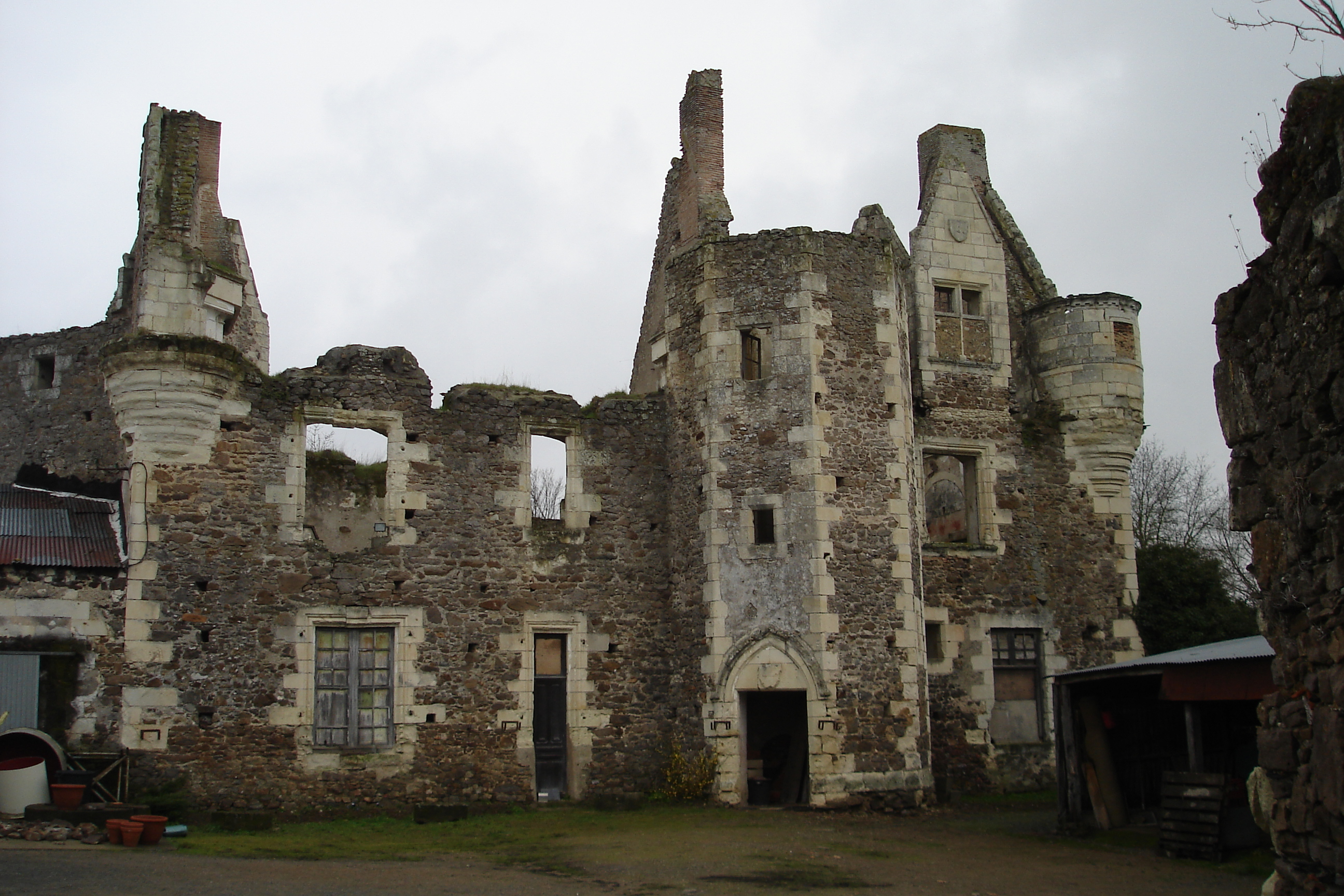
Ruinen des Herrenhauses La Basse-Guerche

- Kapelle Sainte-Barbe im Zechengebiet
- Windmühlen von Ardenay aus dem 17. Jahrhundert, Monument historique seit 1976
- Herrenhaus La Basse-Guerche aus dem 15. Jahrhundert, Monument historique seit 1947

Siehe auch: Liste der Monuments historiques in Chaudefonds-sur-Layon

## Weinbau
Die Rebflächen in der Gemeinde gehören zum Weinbaugebiet Anjou.

## Persönlichkeiten
- Joël Mercier (* 1945), Geistlicher